# Anguillulina macrophallum
Anguillulina macrophallum is een rondwormensoort. De wetenschappelijke naam van de soort is voor het eerst geldig gepubliceerd in 1884 door de Man.